# Ralph Meiling

Ralph Meiling, 2005

Ralph Meiling (* 19. Februar 1963 in Köln) ist ein deutscher Fotograf, Videokünstler und Regisseur. Er lebt und arbeitet seit 1985 in Berlin.

## Leben
Meiling studierte Kunst, Fotografie und Gestaltung an der Kunsthochschule für Medien in Köln. In den Jahren 1995–1997 arbeitete er als Model, Fotograf und Filmemacher für renommierte Modedesigner wie Jean Paul Gaultier, Matsuda, Comme des Garçons und Yohji Yamamoto. In dieser Zeit entwickelte er seinen großformatigen Video-Fotostil. Die Fotografien entstanden durch eine eigenwillige Aufnahmetechnik. Die Modelle mussten stundenlang mit einem regungslosen Gesichtsausdruck auf einem Stuhl sitzen und wurden von Meiling mit einer Taschenlampe als einziger Lichtquelle, ausgeleuchtet. Aufgezeichnet mit einer Videokamera, wurden später bestimmte Stellen im Film von einem Monitor abfotografiert und auf großformatige Fotoabzüge gebracht.
Im Jahr 2001 gründete Ralph Meiling in Berlin die Film und Foto-Produktion „suitcaseproduction“. Als ständige Mitarbeiter sind die Choreographin Stefanie Schröder und die Musikerin und Sängerin Berit Emma Ott (Sender Freie Rakete) tätig. Schwerpunkt der Arbeiten sind stark visuelle und experimentelle Foto- und Filmproduktionen.
Ralph Meiling ist seit 1995 als freier Kameramann für internationale Film- und Fernsehsender tätig, wie Arte, ZDF, ARD, Deutsche Welle, BBC, MTV, VIVA und alle deutschen Privatsender. 2005 drehte Ralph Meiling den Fernseh 9 Teiler, „Bergers Business“ für DWTv, eine Langzeitdokumentation über den Unternehmer und Politikberater Roland Berger aus München.

## Fotoausstellungen
- Als Mensch Verkleidet 2, Voss Palais, Berlin
- Phobius, beat. Galerie, Berlin
- Als Mensch Verkleidet, Technoclub Tresor (Club), Berlin
- Gemeinschaftsausstellung im Haus Schwarzenberg, Berlin
- Hartkopf Beta, Galerie Hoenig, Köln
- Ben Becker Club „Die Trompete“, Berlin
- Ständige Ausstellung im Restaurant „Schwarzen Raben“ Berlin
- Kunstmesse Foto Bild, Berlin
- Quartalsidioten, Galerie Sascha Gröschler, Berlin
- Familienlager, Galerie Budinger, Köln
- Kaufladen, Danielle de Picciotto, Berlin
- a/skin Tanzlabor und Gäste, Akademie der Künste Berlin
- Pop Art 2001, Alter Postbahnhof, Berlin
- Angsthasen, Goldberg Institut, Berlin

## Filmpreise/Aufführungen
- Dokumentation über die Loveparade für Matthias Roeingh (Dr.Motte)
- Der Kurzfilm „eastOwest“, Darsteller: Einat Tuchman, Kamera: Ralph Meiling, gewinnt den 1. Preis beim Filmfestival „Do Minuto“ in Sao Paulo
- Der Film „Nackte Schweine“, Darsteller und Kamera: Ralph Meiling, gewinnt den 1. Preis beim Filmfest „Shortcrap“, Melbourne
- Trampoline Filmfestival, Praterfernsehen, Berlin
- Spielfilm Muttererde Premiere Im Münzclub, Berlin

## Werke (Auswahl)

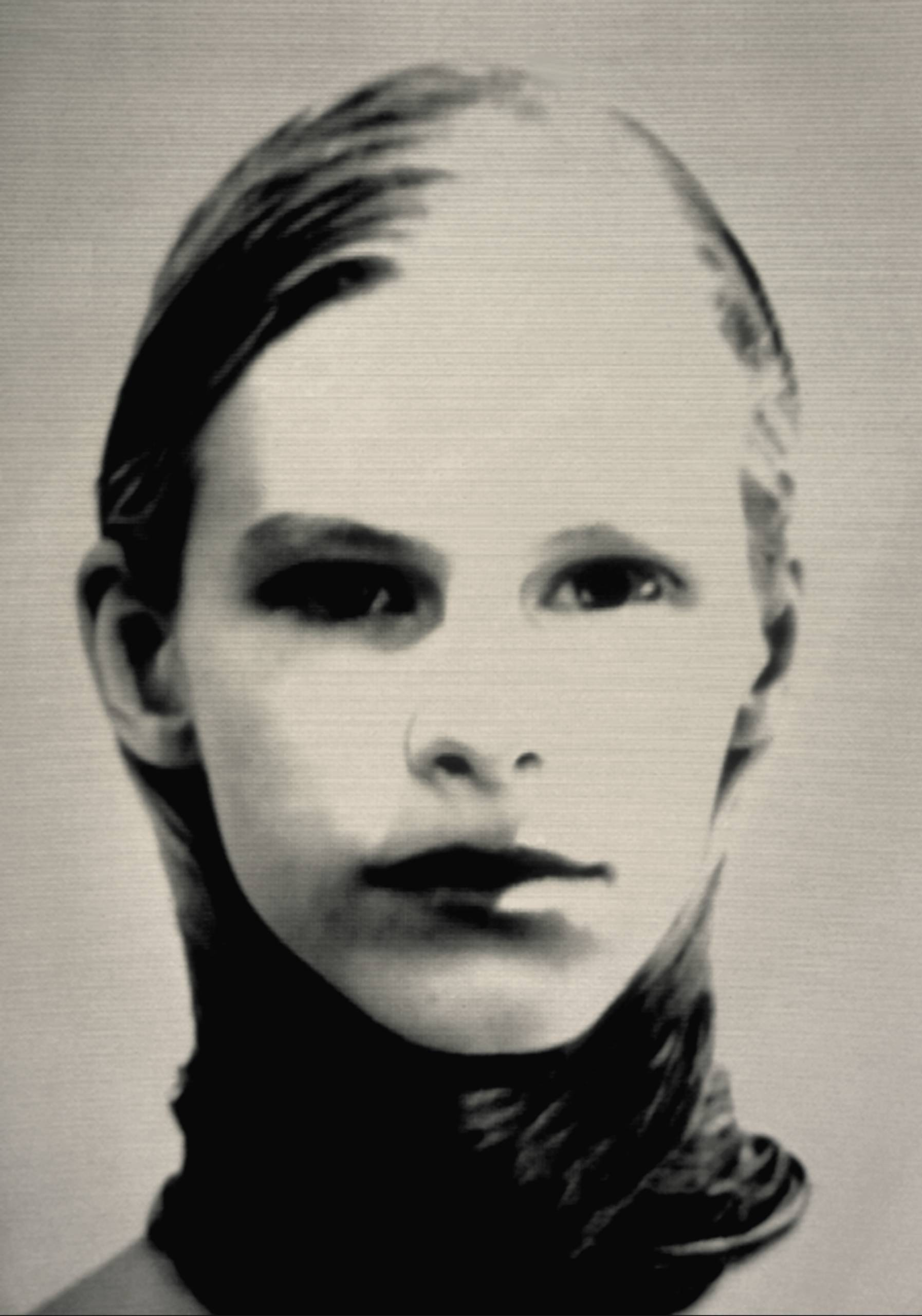